# Juan Manuel Gárate
Juan Manual Gárate Cepa (ur. 24 kwietnia 1976 w Irun) – hiszpański kolarz szosowy, zawodnik grupy Belkin Pro Cycling Team.
Największym sukcesem zawodnika jest etapowe zwycięstwo w Tour de France w 2009 (Mont Ventoux), w Giro d'Italia w 2006 oraz również wygrany etap w Vuelta a España pięć lat wcześniej. Jest mistrzem Hiszpanii w wyścigu ze startu wspólnego w 2005.

## Najważniejsze zwycięstwa i sukcesy
- 2001
  - wygrany etap w Vuelta a España
- 2002
  - czwarty w Giro d'Italia
  - wygrany etap w Tour de Suisse
- 2005
  -  mistrzostwo kraju w wyścigu ze startu wspólnego
  - piąty w Giro d'Italia
- 2006
  - siódmy w Giro d'Italia plus wygrany etap
- 2009
  - wygrany 20. etap Tour de France (Mont Ventoux)